# Наглер, Георг Каспар
Гео́рг Каспа́р На́глер (нем. Georg Kaspar Nagler; 6 января 1801, Оберзюсбах — 20 января 1866, Мюнхен) — немецкий писатель, историк искусства, критик.

## Биография
Выходец из бедной семьи. С 1815 года обучался в Мюнхенской гимназии. Затем изучал языки и естественные науки в университете Эрлангена, после окончания которого в 1829 получил докторскую степень.
В 1827 года стал книгопродавцем и антикварием в Мюнхене. Сотрудничал с немецким юристом и редактором Иосифом Гейнрихом Вольфом, и помещал свои статьи в его Bayerischen National-Zeitung.
Затем посвятил себя созданию и сделался известен как составитель обширного и чрезвычайно полезного в своё время «Нового всеобщего словаря художников» («Neues allgemeines Kunstlerlexicon», Мюнхен, 1835—1852, в 22 томах) и указателя их монограмм («Die Monogrammisten», в 5 томах, из которых три первые изданы самим Наглером в Мюнхене в 1858—1863 гг., 4-й том — Андерсеном в 1864 и следующих годах, а 5-й — Клауссом в 1876—1880 гг.).
За этот труд он был награждён золотыми медалями за большой вклад в искусство и науку герцогом Баварским Максимилианом и королём Пруссии Фридрихом Вильгельмом IV .
С 1836 читал лекции в Королевской строительной академии по истории архитектуры.

## Избранная библиография
- De Rhapsodis. 1829
- Acht Tage in München. Franz, München 1834 (Nachdruck der Auflage von 1863: Gerber, München 1983, ISBN 3-87249-067-2)
- Geschichte der Porzellan-Manufaktur zu München. München 1834 (auch in: Bayerische Annalen, Abth. Vaterlandskunde. 1834, Nr. 34-38)
- Neues allgemeines Künstler-Lexicon oder Nachrichten aus dem Leben und den Werken der Maler, Bildhauer, Baumeister, Kupferstecher, Formschneider, Lithographen, Zeichner, Medailleure, Elfenbeinarbeiter, etc. (22 Bände), Verlag von E. A. Fleischmann, München 1835—1852 (insgesamt 12500 Seiten)
- Rafael als Mensch und Künstler. Fleischmann, München 1836
- Michel-Angelo Buonarotti als Künstler. Fleischmann, München 1836
- Albrecht Dürer und seine Kunst. Fleischmann, München 1837
- Leben und Werke des Marco-Antonio Raimondi aus Bologna. 1842
- Leben und Werke des Malers und Radirers Rembrandt van Ryn. München 1843
- Beiträge zur älteren Topographie von München. 1847—1850; 2. Auflage als Topographische Geschichte von München und seinen Vorstädten. Franz, München 1863
- Die Monogrammisten und diejenigen bekannten und unbekannten Künstler aller Schulen, welche sich zur Bezeichnung ihrer Werke eines figürlichen Zeichens, der Initialen des Namens, der Abbreviatur desselben &c. bedient haben. 5 Bände zzgl. Generalindex, G. Franz, München 1858—1863 (Band 4 und 5 postum, 15000 Monogramme von 12000 Künstlern).